# دمبا اندیایه
دمبا اندیایه (انگلیسی: Demba N'Diaye؛ زادهٔ ۲۶ اکتبر ۱۹۶۹) بازیکن فوتبال اهل مالی بود.
وی همچنین در تیم ملی فوتبال مالی بازی کرده است.